# Andrés Pajares Martín
Andrés Pajares Martín (Madrid, 6 d'abril de 1940) és un actor, director, guionista i humorista de cinema, teatre i televisió espanyol.

## Biografia
Es va iniciar com a actor còmic en sales de festes i en les companyies musicals d'Antonio Machín, Manolo Escobar i Tony Leblanc, encapçalant una cartellera per primera vegada al costat d'Antonio Casal i actuant amb Sara Montiel i Rocío Jurado, abans de formar la seva pròpia companyia de revistes (Más vale pájaro en mano, Del coro al caño, La risa está servida), alternant els escenaris amb el cafè-teatre, especialitat on va aconseguir peculiar relleu, i gravant diversos discos alhora.
Va intervenir també en nombrosos programes de televisió, especialment amb un personatge, El currante, que va ser portat al cinema anys després per ell mateix.
En 1979 va començar a treballar al cinema al costat de Fernando Esteso. Pajares i Esteso van treballar junts en onze pel·lícules a les ordres de Mariano Ozores com a director i amb les quals van aconseguir una gran repercussió i popularitat a nivell nacional. La parella va treballar al cinema fins a 1983 en el qual van rodar La Lola nos lleva al huerto, la seva última pel·lícula en comú. Quatre anys després tornaven a coincidir, aquesta vegada sobre els escenaris en l'obra La extraña pareja, de Neil Simon, dirigits per José Osuna.
Ja separat professionalment de Fernando Esteso, va continuar treballant com a actor de cinema i televisió. En 1990 arribaria la culminació de la seva carrera com a actor gràcies a ¡Ay, Carmela! amb la qual va aconseguir, entre d'altres, un Goya de la Acadèmia i el premi al millor actor del festival de Mont-real.
En 1996, va participar com a actor al costat de María Barranco en Bwana i, posteriorment, en produccions televisives com ¡Ay, Señor, Señor! (1994-1995) i Tío Willy (1998-1999).
Al marge de la seva carrera professional, és també conegut a Espanya per la seva vida privada i la seva família. De tant en tant es deixa veure per algun dels platons de televisió en programes del cor i també en revistes de la premsa rosa.
En 2008, coincidint amb els seus 50 anys de carrera artística, estrena la seva obra de teatre A mi manera de hacer, recreant els seus números més populars. Al poc temps de l'estrena, el 28 de febrer d'aquest mateix any, aquesta obra deixa de representar-se per problemes personals de l'actor, encara que posteriorment va fer un paper protagonista en la segona part del "or de Moscou", la pel·lícula "La daga de Rasputín" dirigida per Jesús Bonilla, amb gran èxit de taquilla.
Andrés Pajares és actualment el degà dels actors còmics espanyols.

## Vida privada
Casat amb l'actriu Carmen Burguera, de la qual va enviduar en 1973 i amb la que va tenir el seu fill Andrés Burguera (1968). En 1975 es va casar amb Ascensión, Chonchi Alonso, mare de la seva filla Mari Cielo (1976). Se separaren en 1997. Posteriorment va mantenir una relació amb Conchi Jiménez entre 1997 i 2003. En març de 2003 va fer públic que tenia una altra filla de nom Eva, nascuda en 1971. La seva última relació sentimental coneguda és, des de 2016, amb qui fora la seva secretària, Juana Gil.

## Premis
Premis Goya
| Any  | Categoria    | Pel·lícula    | Resultat  |
| ---- | ------------ | ------------- | --------- |
| 1990 | Millor actor | ¡Ay, Carmela! | Guanyador |

Medalles del Cercle d'Escriptors Cinematogràfics
| Any  | Categoria    | Pel·lícula    | Resultat  |
| ---- | ------------ | ------------- | --------- |
| 1991 | Millor actor | ¡Ay, Carmela! | Guanyador |

## Filmografia
Actor
- El marino de los puños de oro - 1968
- Los extremeños se tocan - 1969
- La vida sigue igual - 1969
- Un adulterio decente - 1969
- En un mundo nuevo - 1972
- Los novios de mi mujer - 1972
- ¡Qué cosas tiene el amor! - 1973
- Me has hecho perder el juicio - 1973
- Cómo matar a papá sin hacerle daño - 1974
- Un lujo a su alcance - 1975
- En el Frente Miñano - 1975
- Los bingueros - 1979
- Los energéticos - 1979
- Yo hice a Roque III - 1980
- El liguero mágico - 1980
- Los chulos - 1981
- ¡Qué gozada de divorcio! - 1981
- Los liantes - 1981
- Brujas mágicas - 1981
- Todos al suelo - 1982
- Cristóbal Colón, de oficio... descubridor - 1982
- Padre no hay más que dos - 1982
- El currante - 1983
- Agítese antes de usarla - 1983
- La Lola nos lleva al huerto - 1984
- Playboy en paro - 1984
- La Hoz y el Martínez - 1984
- El donante - 1985
- Moros y cristianos - 1987
- El embarazado - 1987
- Desmadre matrimonial - 1987
- ¡Ay, Carmela! - 1990
- Makinavaja, el último choriso - 1992
- Semos peligrosos (uséase Makinavaja 2) - 1993
- Bwana - 1996
- Náufragos - 1997
- Grandes ocasiones - 1998
- El oro de Moscú - 2003
- Tiovivo c. 1950 - 2004
- Mi mujer me pone los cuernos... o no - 2009
- La daga de Rasputín - 2011
- Torrente 5 - 2014

Director
- El embarazado - 1987
- Desmadre matrimonial - 1987
- Náufragos - 1997

Guionista
- Antoñito José, genio y figura - 1988
- Desmadre matrimonial - 1989
- Náufragos - 1997

## Televisió
- Paquita Salas (Flooxer/Netflix, 2016-present)
- ¡Arriba ese ánimo! (La 1, 2012)
- Especial nochevieja 2003: Regreso al 2004: El día de fin de año (La 1, 2003)
- Tío Willy (La 1, 1998-1999)
- ¡Ay, Señor, Señor! (Antena 3, 1994-1995)
- Especial Nochevieja 1990: Uno menos pa el 92 (La 1, 1992)
- Especial Nochevieja 1982 (La 1, 1982)
- Ding-Dong (La 1, 1980)
- Especial Nochevieja 1979 (La 1, 1979)
- 625 líneas (La 1, 1976-1978)
- Especial Nochevieja 1978 (La 1, 1979)
- Especial Nochevieja 1975 (La 1, 1975)
- Especial Nochevieja 1974: Feliz año nuevo (La 1, 1974)
- Pajareando (La 1, 1970)
- Especial Nochevieja 1969: Felices años 70 (La 1, 1970)